# Güntersleben
Güntersleben – miejscowość i gmina w Niemczech, w kraju związkowym Bawaria, w rejencji Dolna Frankonia, w regionie Würzburg, w powiecie Würzburg. Leży około 9 km na północ od Würzburga.

## Demografia
| Rok  | Liczba mieszk. |
| ---- | -------------- |
| 1970 | 2296           |
| 1987 | 3591           |
| 2005 | 4384           |

## Oświata
(na 1999)

W gminie znajduje się 200 miejsc przedszkolnych (z 172 dziećmi) oraz szkoła podstawowa (14 nauczycieli, 291 uczniów).